# 斉藤百香
斉藤 百香（さいとう ももか、1992年4月23日 - ）は、元東北放送のアナウンサーで、フリーアナウンサー、歌手。東京俳優生活協同組合所属。

## 来歴
宮城県仙台市出身。宮城県宮城野高等学校、東京女子大学卒業。2015年東北放送に入社、2019年3月末退職。2019年4月より東京俳優生活協同組合に所属。
「2021 Miss SAKE」宮城代表、「2021 Miss SAKE Japan」準グランプリに選出された。

## 人物
- 小学生の頃は漫画家を目指し、中学生から声優を目指し、高校生から宝塚歌劇団に憧れ、大学生になり演劇に耽っていた[4]。
- 特技にイラストを挙げており[1]、学生時代は『月本歩(つきもと　あゆむ)』というペンネームで活動。サークル名は『37.0℃-微熱-』である。2016年のTBC夏祭りではアナウンサーが配る名刺に載せるためのアナウンサー全員の似顔絵を描いた[5]。
- アニメ好きであり、特に斉藤が好きなアニメとして、テニスの王子様、ヒカルの碁、範馬刃牙、忍空、セーラームーン、幻想魔伝最遊記、仙界伝封神演義、弱虫ペダルなどを挙げている。
- また、日頃から映画鑑賞をしており、ラジオやYouTubeなどで映画紹介をしている。また、ジャンルとしてはホラー映画好きを公言している。
- オーディションで知り合った声優の橋本ちなみとは友人[6]。同じく声優の鎌田梢は高校の先輩に、俳優の上遠野太洸は同級生にあたる[7]。
- 学生時代には劇団ダブルデックに所属し、東北放送アナウンサー時代にも同劇団の舞台に出演した[8]。
- 父親が山形県最上郡大蔵村にある寺の住職を務めている[9]。また、2歳下の弟がいる。
- 2022年12月16日より西神田に『金曜日のBAR』をオープンした。2024年2月以降は通常営業は終了しイベントなどの不定期開催のみとしている。
- ももフェス2023（2023年4月23日）内で、キャビンアテンダントに内々定が出ていたことが明かされた。
- 保護猫２匹と暮らしており、仙台銘菓の『萩の月』からそれぞれ萩(おはぎ)と月(おつき)と名付けている。[10]

## 出演

### ラジオ
- キラスタ（2019年4月1日 - 現在出演中、月・火・水・木 パーソナリティ、NACK5）
- アイデアノート（2023年10月15日・12月10日・2024年2月18日、NACK5） - 隔月放送、漫画家の山田玲司と共演

### ナレーション
- news TOKYO FLAG（2020年10月1日 - 2021年3月31日、金曜日レギュラー担当、TOKYO MX）[1]
- 伝統を未来へ繋げ！勝浦大漁まつり特別編（2021年9月18日, 23日、千葉テレビ）[11]
- 第48回千葉の親子三代夏まつり(2023年9月2日、千葉テレビ)[12]

### ラジオCM
- 株式会社ソフケン
- SAVREQ(サブレック)
- さいか屋

### 舞台
- 劇団ダブルデック リターンズvol.1 「ピンポンしょうじょ→→」（2019年11月29日 - 12月1日、アトリエファンファーレ東新宿） - 井屋見優 役

- 朗読＆トークイベント TOKYO READING CIRCUS 1st stage『5-Five!-』（2021年9月4日、TACCS1179） - MC担当[15]
- 『妻と秋刀魚』春の惑星回遊公演「今宵、銀河の片隅で」(2022年4月16日 - 17日、東中野バニラスタジオ) - アリス/ミューズ　役[16]
- 劇団ダブルデック第11弾「2020ネンマツ？」

(2023年8月12日、シアター風姿花伝)
- 朗読劇 上を向いても、左を向いても。(2023年12月10日、高円寺HIGH)[18]

### イベント
- オンライン狭山茶まつり - MC (2021年11月14日)
- １日警察署長(川越警察署特殊詐欺撲滅隊長)

(2021年11月30日)
- さいたまランフェス

(2022年1月16日・2023年1月21日)
- リッキーチャレンジカップ - 表彰式MC

(2023年3月19日(飯能)、2023年5月22日(狭山)、2023年9月10日(飯能))
- 情熱の巨匠大陸〜黒船来航〜 - MC(2023年7月23日)[22]
- Make One's Dream ～夢のカタチ～ Supported by アクサ生命 - MC(2023年8月26日)[23]
- NACK5 35TH PARTY～大宮いんびてーしょん～(2023年10月31日、大宮ソニックシティ)
- １日川越警察署長出発式 - 司会(2023年11月29日、ウニクス南古谷)[24]
- エイブル present第6回nack5チームラン  (2024年1月28日、大宮公園)[25]
- MISAKI&MOMOKA BLOODY VALENTINE (2024年2月24日、A Talk Club WOOFER)

## 過去の担当番組
テレビ
- ウォッチン!みやぎ - リポーター、MC代行
- サタデーウォッチン - リポーター（2016年4月 - 2019年3月、2018年3月までMC担当）
- One Switch Cafe MC（2015年6月 - 2019年3月）
- TBCニュース
- 河北新報ニュース

ラジオ
- …Love Music（ - 2019年3月）
- NEW NEWS（火曜日、テレビ番組宣伝コーナー担当）
- TBCニュース
- 河北新報ニュース
- すももも 百香も もものうち 〜ももラジ〜（2020年7月4日 - 2022年3月26日、土 パーソナリティ、FM NACK5）

## ディスコグラフィ

### シングル
| 発売日        | タイトル           | 規格品番 | 備考   |
| ------------- | ------------------ | -------- | ------ |
| 2025年2月11日 | 百色ファンファーレ | 配信     | [ 27 ] |

## ももフェス
ももフェスは、斉藤のファン(ももラー)との交流をメインとしたイベントである。第１回ももフェスは、斉藤にとって自身初のファンとの交流イベントとなった。第１回から徐々にキャパが大きくなっているが、抽選漏れになってしまうこともあった。
- 第１回

### 【斉藤百香単独公演 ももフェス〜さいもものさいももによるリスナーのための文化祭〜】
日付：2021年11月13日(土)
会場：醸巣
- 第２回

### 【第2回ももフェス～ちびももで乾杯🥂（仮）～】
日付：2022年7月2日(土)
会場：さいたま市某所
- 第３回

### 【第3回ももフェス！〜ドキッ！ももラーだらけのお誕生日会　時々青椒肉絲〜】
日付：2023年4月23日(日)
会場：西川口Live House Hearts